# Кисляковская (Пудожский уезд)
Кисляковская — исчезнувшая деревня на территории Пудожского района Республики Карелия России. Ранее входила в состав Бураковского общества Авдеевской волости Пудожского уезда Олонецкой губернии Российской Империи.

## История
Государственная деревня Кисляковская располагалась в непосредственной близости от монастырской деревни Бураковской.
По данным за 1873 год в деревне, что при озере Купецком по правую сторону дороги от города Пудожа на город Повенец, насчитывалось 7 домов, в которых проживало 57 человек.
Согласно «Списку населённых мест Олонецкой губернии» за 1905 год, деревня находилась на расстоянии 40 верст от уездного города и почтового отделения, 13 версты — от волостного правления, 51 версты — от пароходной пристани.
Население состояло из 92 человек: 86 крестьянина и 6 человек не из крестьян; мужчин — 45 и женщин — 47. Семей — 17, дворов — 14.
Имелся скот: 45 лошадей, 86 коров и 70 голов прочего скота.
В советское время входила в Авдеевский сельский совет, принадлежавший сначала Шальскому району, а затем Пудожскому. В 1926 году число хозяйств в деревне составляло 11, население — 48 человек. В 1933 году — 57 человек, все русские.